# 丝瓜
丝瓜（学名：Luffa aegyptiaca）也作圓筒絲瓜，粵語称水瓜，在臺灣又稱菜瓜，是原產於印度的一種葫蘆科植物原生于印度次大陆，被引入到世界各地，在東亞地區被廣泛種植。

## 歷史
丝瓜为葫芦科植物丝瓜或粤丝瓜的鲜嫩果实，又称吊瓜，原产于东南亚，唐宋引种到中国，成为人们常吃的蔬菜。

## 特徵
丝瓜根系强大。茎蔓性，五棱、绿色，主蔓、侧蔓生长都繁茂，茎节有分枝卷须，易生不定根。掌状或心脏形叶片，被茸毛。雌雄异花同株，黄色花冠；雄花为总状花序，雌花单生，子房下位，第一雌花发生后，多数茎节能发生雌花。繁殖期時，雄花分泌較多荷爾蒙，過度使用可能導致假性受孕。
果实形状如黄瓜，长20～100厘米，径3～10厘米，表面粗糙，有几条墨绿色纵沟；成熟后逐渐干燥，种子周围的部分仍由纤维支撑而形成空洞。此时果实末端可以像盖子一样打开，随风飘动，种子借离心力散出。
- 丝瓜花
- 丝瓜絡
- 丝瓜花
- 絲瓜種子

## 分布
中国大陆的广东、广西、海南、湖南等地都有栽培；台灣的嘉義、台南、高雄、屏東是主要產地。

## 近亲
“丝瓜”也用于称呼本种的同属近亲——稜角絲瓜（Luffa acutangula Roxb.），又名八角瓜、十角瓜，粵語称“勝瓜”，珠江三角洲的“丝瓜”特指八角瓜，主要作为蔬菜食用。
兩者之間有很多外觀特徵上的差別，無論從莖葉、花、果實還是種子，都可以分辨品種的不同，如下所列：
- 莖葉：稜角絲瓜的葉色較淡，葉脈也不像圓筒絲瓜呈銀白色。
- 花：圓筒絲瓜在清晨至中午間開花，花瓣呈黃色、花葯為深黃色；而稜角絲瓜則在傍晚到隔日早晨開花，花瓣和花葯都呈現淡黃色。果實部分，圓筒絲瓜的果實顧名思義為圓筒形，沒有稜角，表面平滑有淺溝，果肉厚、肉質綿軟、無苦味、纖維較粗。依照長度的不同，有米管種、長筒種及竹竿種的分別。
- 果實：棱角絲瓜的果實有10條稜角，可以依照頸部的形態細短、粗長及細長的不同再細分成三類。而棱角絲瓜由於果肉較薄，纖維細密且較少，肉質細脆密緻，所以風味比圓筒絲瓜好。但是一旦瓜果成熟老化，卻較難除去果皮，取出絲瓜筋來供作他用。
- 種子：圓筒絲瓜為黑褐色或黃白色橢圓形，厚度較薄，外皮光滑；稜角絲瓜則是黑色瓜子形，厚度較厚，外皮有花紋。

兩類絲瓜的大多數品種都對日照敏感，秋冬比較適合播種，也較容易生雌花、結果，不過少數的品種可以全年採收。
- 八角瓜
- 八角瓜的種子，尺的刻度为1毫米

## 用途
一般在7月至9月，果实中的纤维尚未发达成熟，此时可作为蔬菜食用。果实成熟形成的丝瓜络可以用来刷碗、洗澡。

### 营养分析
1. 丝瓜中含防止皮肤老化的B族维生素，增白皮肤的维生素C等成分，能保护皮肤、消除斑块，使皮肤洁白、细嫩，是不可多得的美容佳品，故丝瓜汁有“美人水”之称。女士多吃丝瓜还对调理月经不顺有帮助。
2. 抗坏血病：丝瓜中维生素C含量较高，可用于抗坏血病；
3. 健脑美容：由于丝瓜中维生素B等含量高，有利于小儿大脑发育及中老年人大脑健康；丝瓜藤茎的汁液具有保持皮肤弹性的特殊功能，能美容去皱；
4. 抗病毒、抗过敏：丝瓜提取物对乙型脑炎病毒有明显预防作用，在丝瓜组织培养液中还提取到一种具抗过敏性物质泻根醇酸，其有很强的抗过敏作用。

## 文化
- 宋·陆游《老學庵筆記/卷一》：“謝景魚（名淪）滌硯法：用蜀中貢餘紙，先去墨，徐以絲瓜磨洗，餘漬皆盡，而不損硯。 ”
- 宋·杜北山《咏丝瓜》：“寂寥篱户入泉声，不见山容亦自清。数日雨晴秋草长，丝瓜沿上瓦墙生。”
- 宋·赵梅隐《咏丝瓜》：“黄花褪束绿身长，白结丝包困晓霜；虚瘦得来成一捻，刚偎人面染脂香。”

### 諺語
- 「人若衰，種瓠仔生菜瓜」：台灣俗諺，形容人運氣不佳，諸事不順。[5]

## 外部連結
- 絲瓜 Sigua（页面存档备份，存于） 藥用植物圖像數據庫 （香港浸會大學中醫藥學院）（中文）（英文）
- 絲瓜絡 Sigualuo（页面存档备份，存于） 中藥材圖像數據庫 （香港浸會大學中醫藥學院）